# Formiga lleó parisenca
La formiga lleó parisenca (Euroleon nostras) és una espècie d'insectes neuròpters de la família dels mirmeleòntids que es troba a Europa continental, al nord fins a Suècia del Sud i a l'est fins al Caucas, i a certes zones del Marroc. És una espècie comuna, que es fa més rara a la vora de la seva àrea de distribució. Viu fins a 1 500 metres d'altitud.

## Descripció
Aquest formiga lleó fa de 40 a 55 mil·límetres de longitud amb un cos estirat i prim (com aquell dels libèl·lules), de color negra brunenca. Les seves antenes en forma de maça són proeminents a l'extremitat. Les seves ales són replegades al repòs sobre l'abdomen. Les seves nervadures longitudinals són ramificades a l'extrem.
Aquest insecte és actiu a la nit.

## Ecologia
La seva vida larvària dura dos anys. La larva fa aproximadament 10 mil·límetres de longitud i avança de reculons. És freqüent de trobar-la a l'estiu en sòls sorrencs protegits a prop dels murs de les cases o als boscos clars. Espera les seves preses (sovint formigues) al fons d'un forat en embut que ha excavat en espirals a la sorra seca. Arribada a maduresa, la larva teixeix un capoll recobert de grans de sorra i després s'hi transforma en nimfa. Cap a la fi del mes d'agost l'adult emergeix i comença a volar al crepuscle. La curta vida de l'adult és dedicada a la reproducció.

## Hàbitat
Aquesta formiga lleó és comuna als boscos clars i els jardins on la larva pot elaborar el seu parany en terres sorrenques. També és comuna en zona urbana, n'hi ha sovint grans poblacions sota abrics artificials com dels ponts d'autopistes. És endemic als països catalans continentals i insulars.

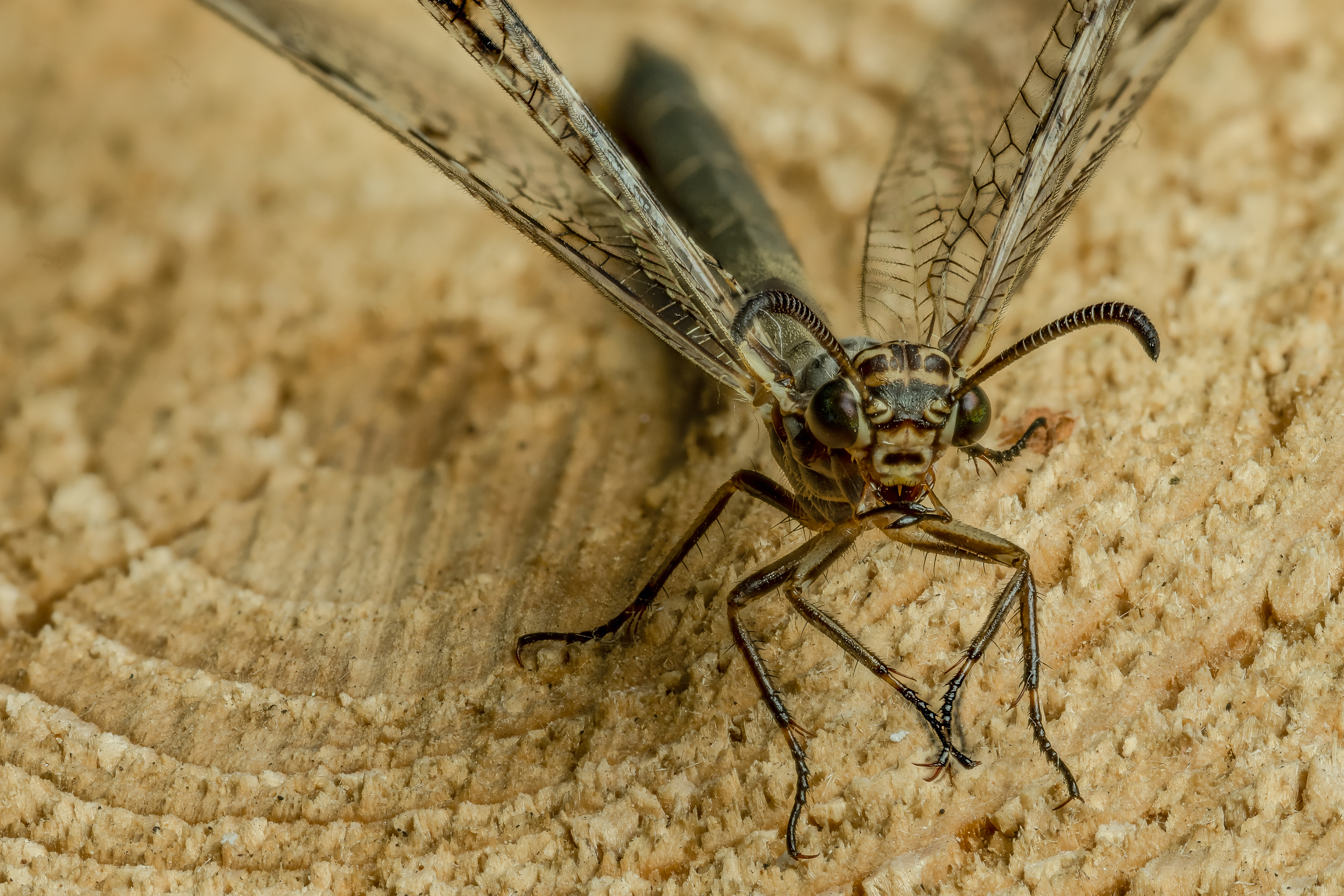
Vista frontal
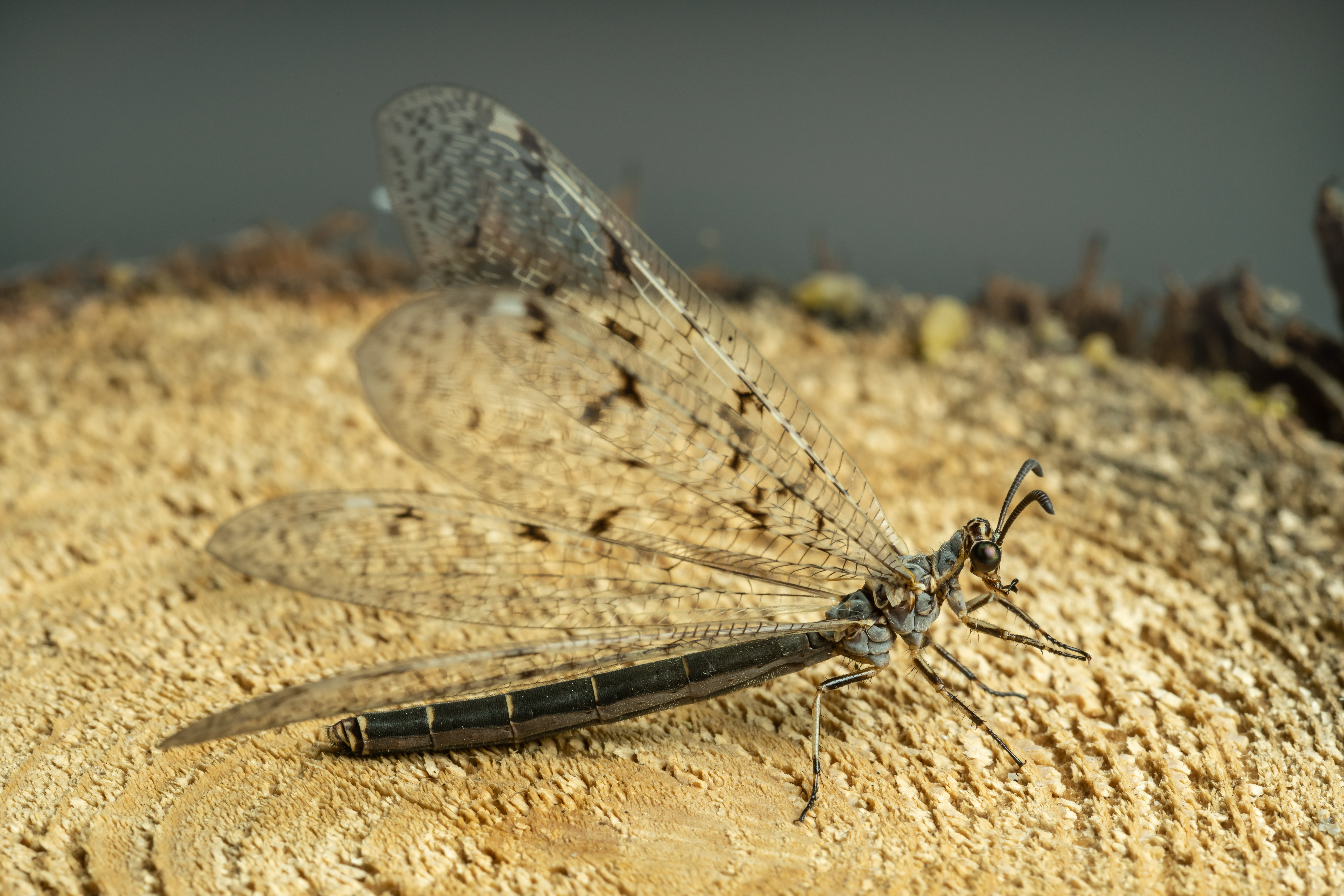
Vista lateral
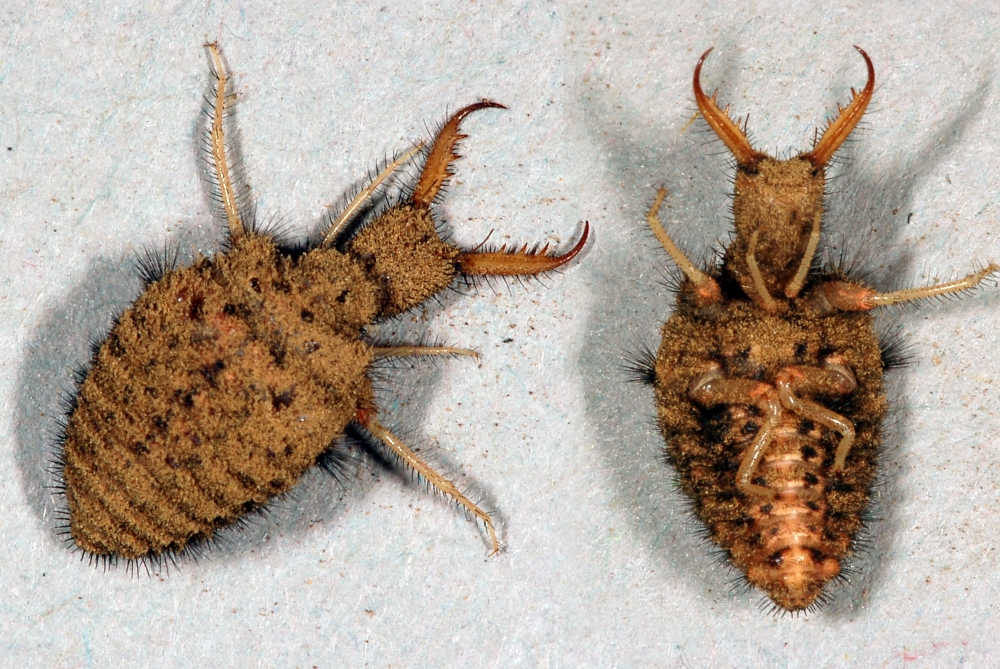
Larva de la formiga lleó
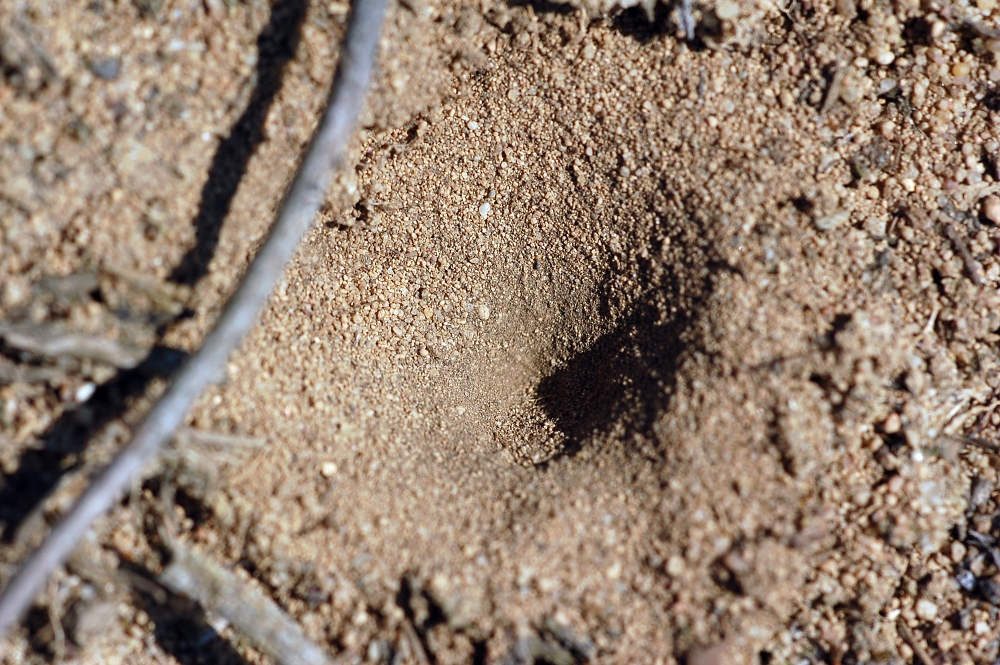
Forat en embut excavat per la larva
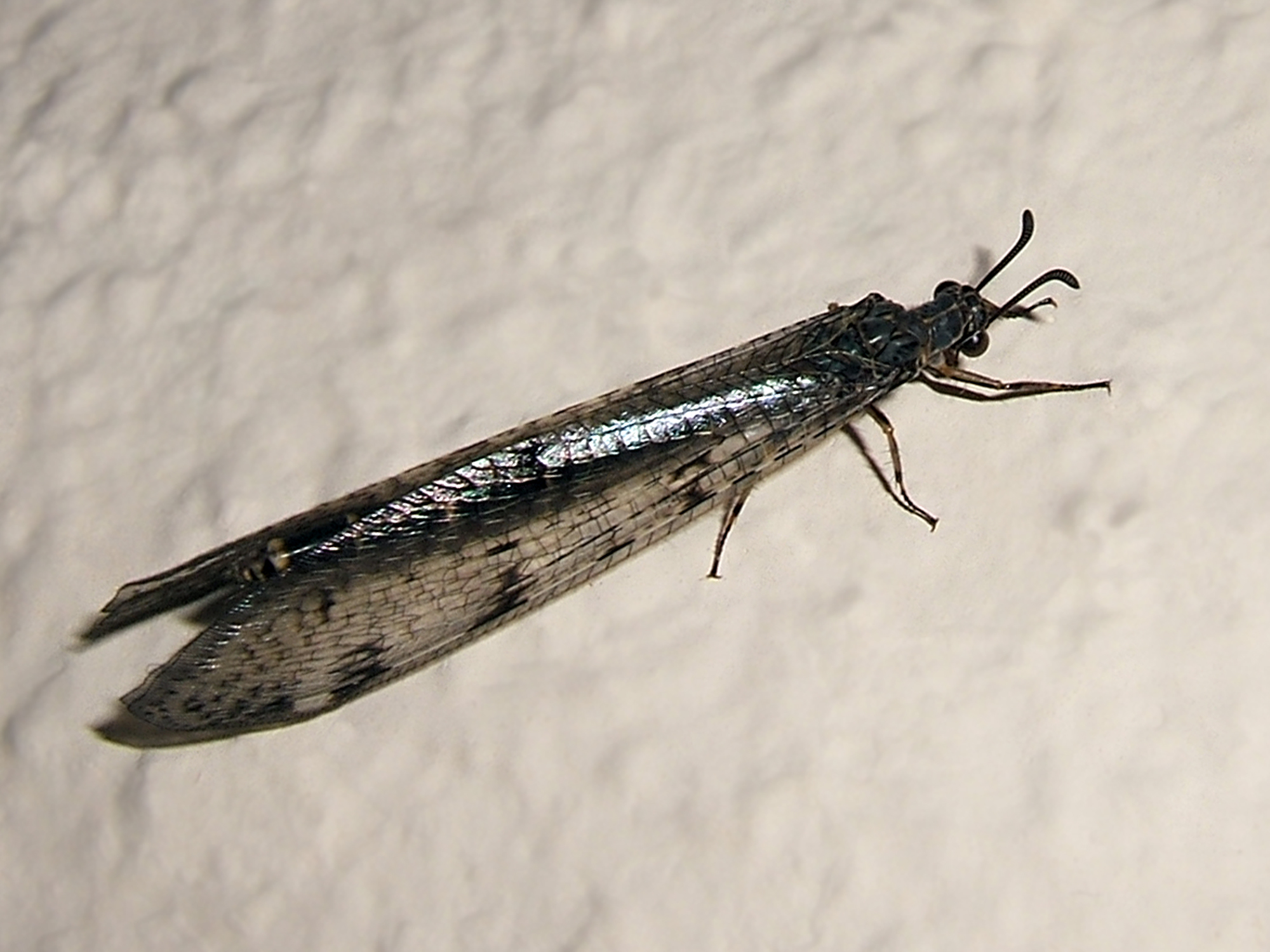
Formiga lleó adulta, amb les ales replegades
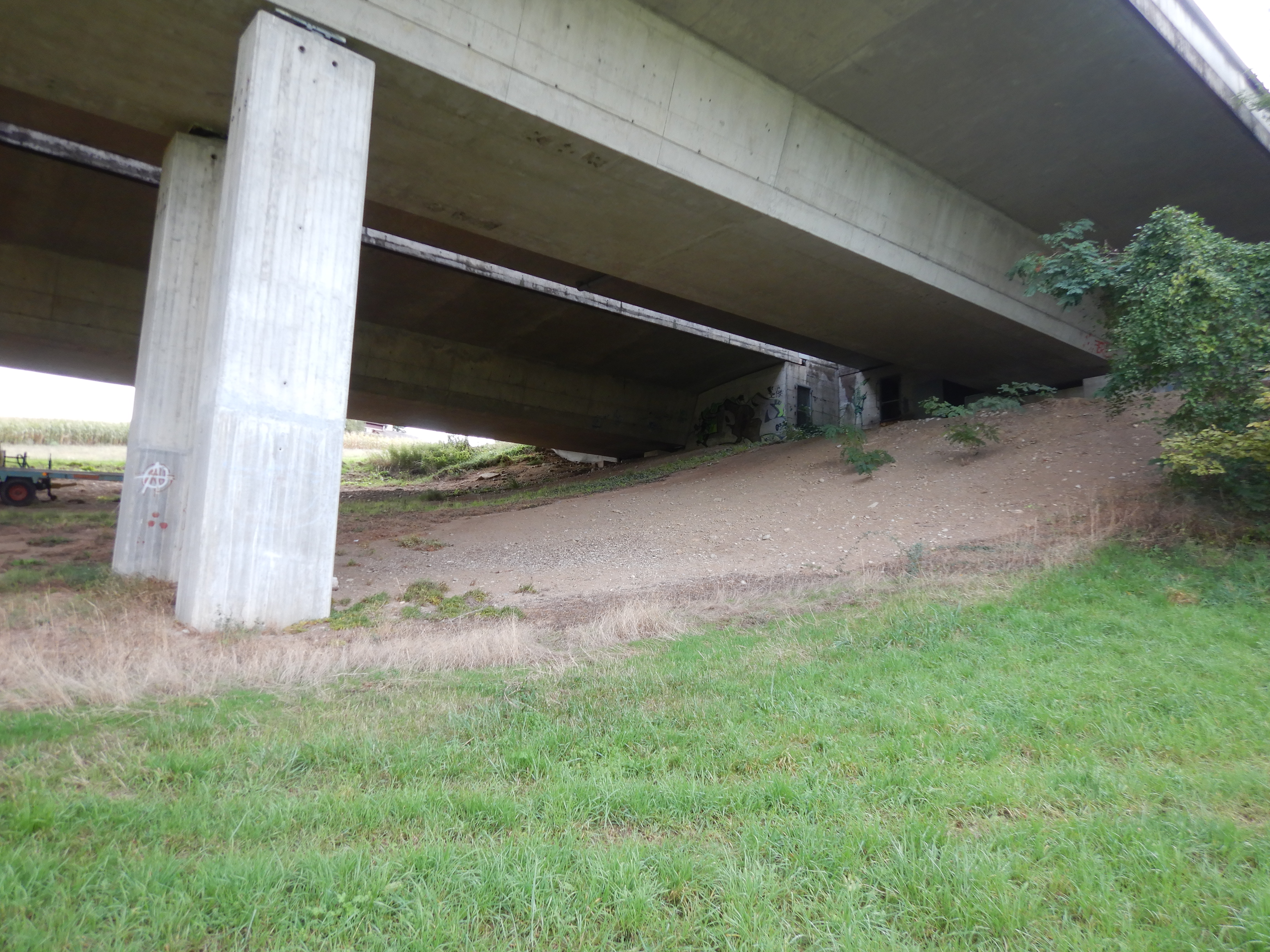
Hàbitat en zona urbana
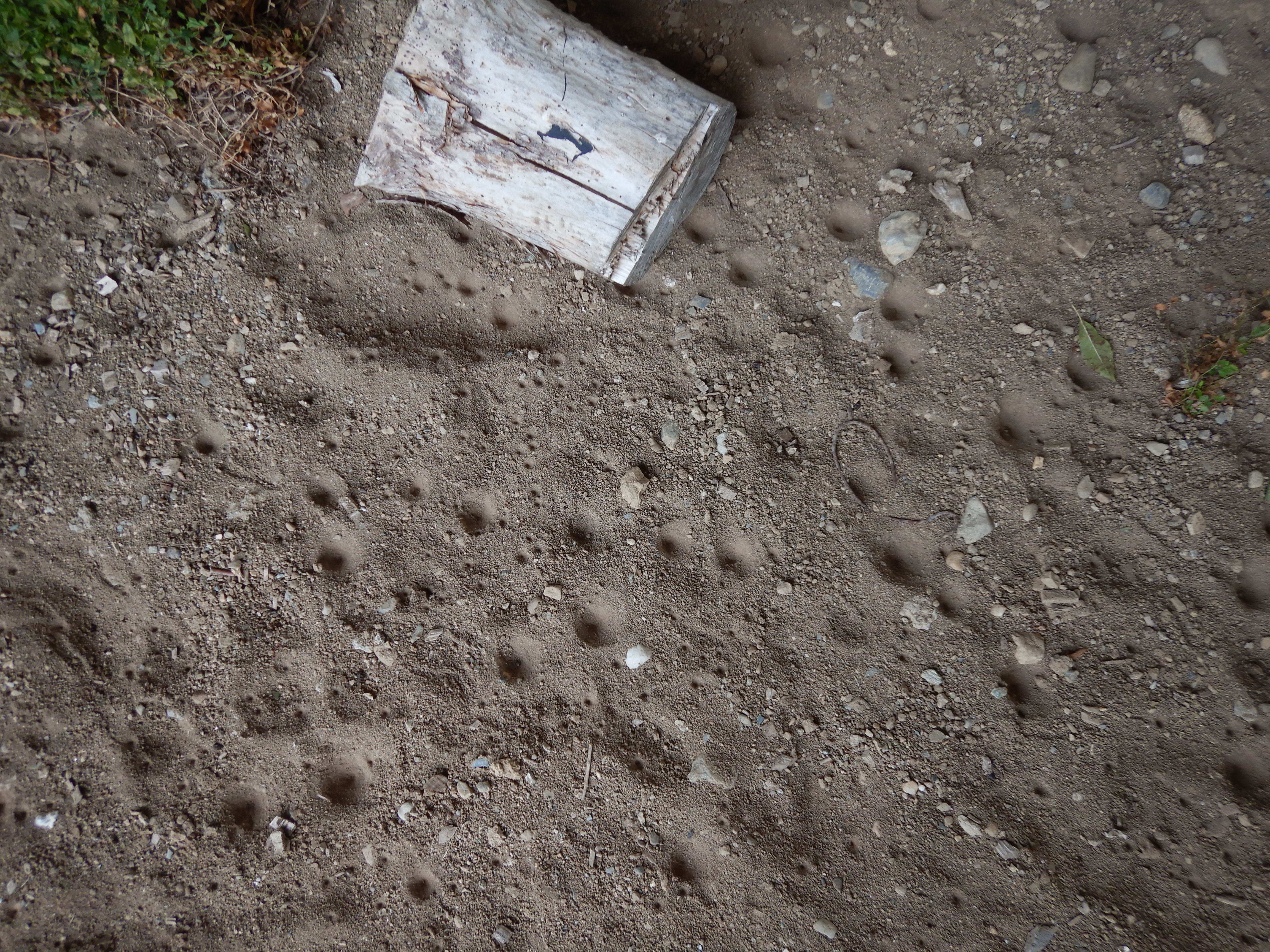
Embuts de formigues lleons parisenques sota un pont d'autopista